# Најтсен (Калифорнија)
Најтсен (енгл. Knightsen) насељено је место без административног статуса у америчкој савезној држави Калифорнија.

## Демографија
По попису из 2010. године број становника је 1.568, што је 707 (82,1%) становника више него 2000. године.
| Група             | 2000.       | 2010.         |
| Белци             | 578 (67,1%) | 1.023 (65,2%) |
| Афроамериканци    | 1 (0,1%)    | 14 (0,9%)     |
| Азијати           | 2 (0,2%)    | 28 (1,8%)     |
| Хиспаноамериканци | 228 (26,5%) | 454 (29,0%)   |
| Укупно            | 861         | 1.568         |